# Улица Некрасова (Псков)
Улица Некрасова — улица в исторической части Пскова. Проходит от Советской улицы к улице Воровского. Одна из старейших в Пскове.

## История
Перекрёсток улицы с Советской и Георгиевской улицами, в средневековье получил название Красный Крест, по одной из версий из-за кровопролитных событий обороны Пскова от войска Стефана Батория в 1581 году: по преданию, здесь у пролома в стене, после отражения захватчиков был найден окровавленный церковный крест.
Историческое название улицы — Большая. В 1786 году Псков вторично стал центром Псковской губернии, вероятно в этой связи Большая улица стала именоваться Губернаторской.
С установлением советской власти, в апреле 1919 года, сменила название на Комиссариатскую.
Современное название с 1921 года, в ознаменовании 100 летней годовщины со дня рождения русского поэта Н. Некрасова (1821—1878)

## Достопримечательности

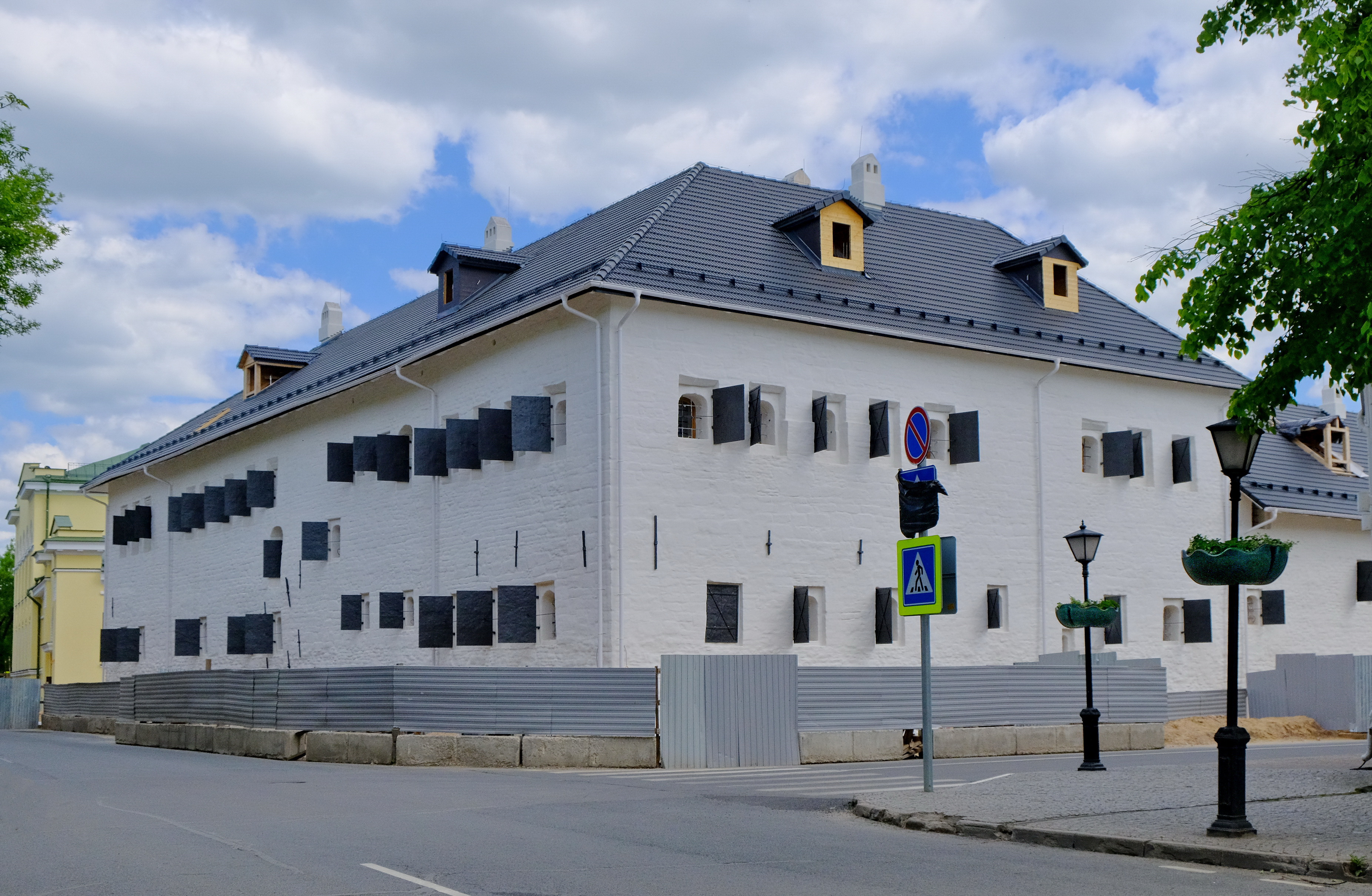
Поганкины палаты

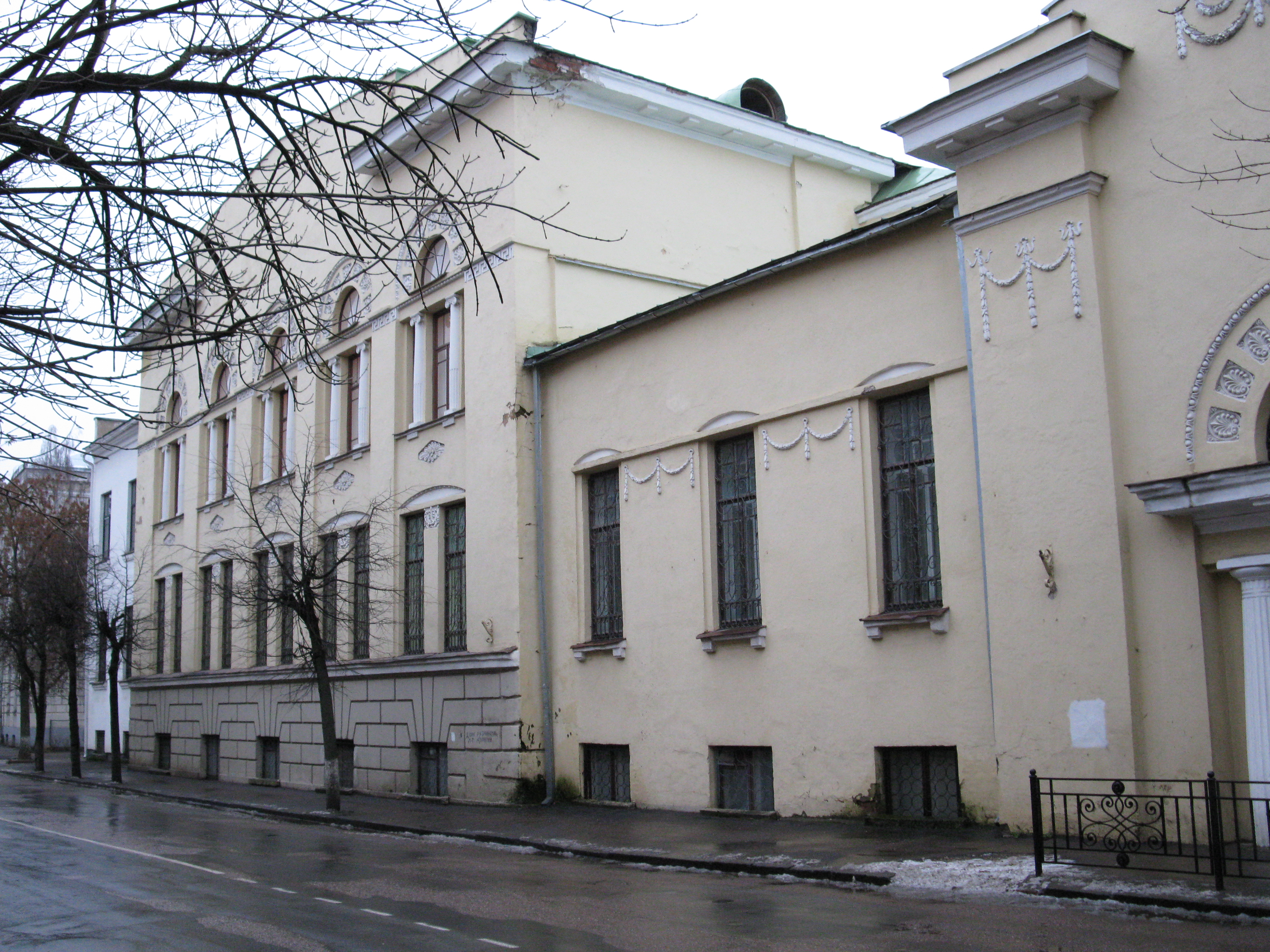
Псковская картинная галерея

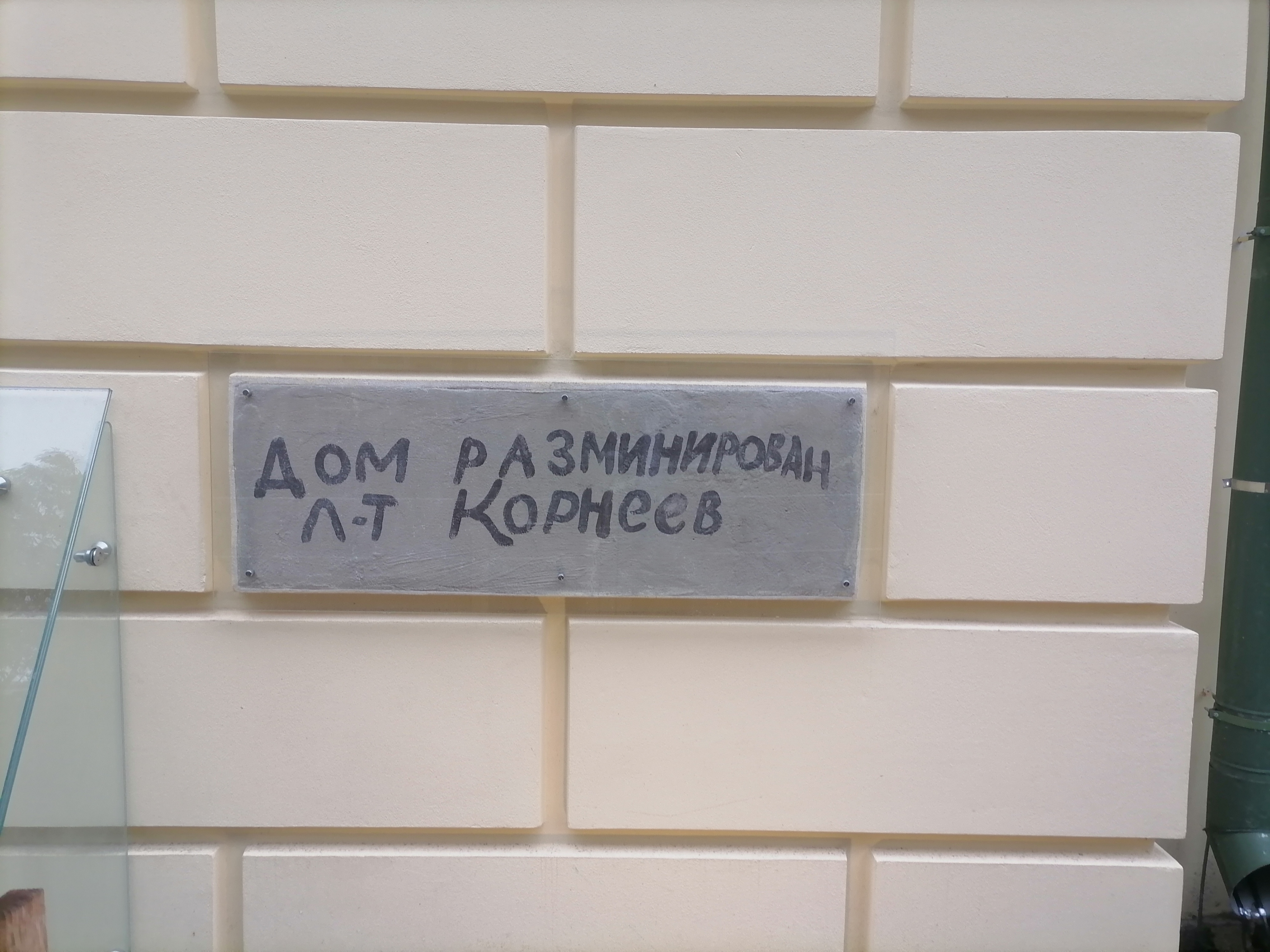
Надпись на стене Картинной галереи

д. 1,3 — Двор-палаты купца Подзноева

д. 5 — Поганкины палаты

д. 7 — Псковская картинная галерея, на стене сохранена надпись времён Великой Отечественной войны

д. 20 — Церковь Новое Вознесение

д. 23 — Дом Советов

д. 33 — Церковь Покрова Пресвятой Богородицы от Торгу

д. 35 — Церковь Николы Чудотворца Явленого от Торгу

Памятный камень «450 лет таможенной службе Пскова»